# Rhizocarpon macrosporum
Rhizocarpon macrosporum är en lavart som beskrevs av Räsänen. Rhizocarpon macrosporum ingår i släktet Rhizocarpon och familjen Rhizocarpaceae.  Arten är reproducerande i Sverige. Inga underarter finns listade i Catalogue of Life.